# Peromitra pilosa
Peromitra pilosa är en tvåvingeart som beskrevs av Nakayama och Hiroshi Shima 2002. Peromitra pilosa ingår i släktet Peromitra och familjen puckelflugor. Inga underarter finns listade i Catalogue of Life.